# Waitakere
Waitakere City is de op vier na grootste stad van Nieuw-Zeeland. De stad ligt in de agglomeratie Auckland. De meeste inwoners wonen in het oosten, nabij het aangrenzende Auckland City.
De bevolking van Waitakere groeit jaarlijks met ongeveer 2 procent. In 2006 had de stad 186.444 inwoners.
De naam van de stad is afgeleid van een Maori-stamhoofd.
In 1989 vonden er in Nieuw-Zeeland herindelingen plaats op lokaal niveau, waarbij Waitakere City ontstond door het samenvoegen van Waitemata City en de wijken Henderson,
New Lynn en Glen Eden.
Waitakere Ranges Regional Park aan de kust ten westen van Auckland is een zeer gevarieerd natuurgebied, bestaande uit 16.000 hectare 'native rainforest' en staat bekend om de geweldige wandelmogelijkheden in het bos en langs de stranden. In totaal is er zo'n 250 kilometer aan paden, van makkelijk tot alleen geschikt voor ervaren 'trampers'.